# Circonférence
Cet article court présente un sujet plus développé dans : Périmètre.

Un cercle noir.

La circonférence est une courbe fermée limitant une surface relativement circulaire. C'est aussi par extension la longueur de cette courbe.
Le mot « circonférence » est particulièrement adapté au cas d'un disque, où elle désigne la longueur du cercle.
La circonférence d'une sphère correspond à la longueur d'un grand cercle.
La notion de circonférence s'applique également au cas voisin d'une ellipse, même s'il est préférable d'employer le terme périmètre, qui a l'acception plus générale de la longueur d'une ligne fermée de forme quelconque.

## Cercle et sphère
On obtient la circonférence d'un cercle ou d'une sphère en multipliant son diamètre par le nombre π :
On utilise aussi la formule :
où {\displaystyle r} est le rayon du cercle ou de la sphère.

## Ellipse
Une approximation raisonnable de la circonférence d'une ellipse est
où {\displaystyle Ra} et {\displaystyle Rb} sont les demi-axes.
La valeur exacte demande d'introduire de nouvelles fonctions (les intégrales elliptiques).